# ピアノ協奏曲 (パデレフスキ)
ピアノ協奏曲 イ短調 Op.17は、イグナツィ・パデレフスキが1888年に作曲したピアノ協奏曲。

## 概要
パデレフスキは現在のポーランドのクルィウフカに生まれた。彼は1877年にワルシャワ音楽院を卒業して、翌年に同音楽院のピアノ科で教えるなど、音楽家としての道を歩み始めていた。次にベルリンへと赴いた彼はフリードリヒ・キールに作曲を、ハインリヒ・ウルバンに管弦楽法を師事した。ベルリンではアントン・ルビンシテインから作曲により力を注ぐよう助言を受けたが、その後もパデレフスキはほとんど世に知られないままであった。
パデレフスキがピアニストとしてデビューしたのは、わずか11歳でのことであった。ロシアの各都市を演奏旅行して回り、祖国ポーランドのクラクフでリサイタルを催すなどした彼であったが、後年大ピアニストとして知られるに至るキャリアの幕開けは、ウィーンでテオドール・レシェティツキに師事した後に訪れる。彼がピアノ協奏曲を作曲したのは、パリとウィーンでのデビューを果たした後の1888年であった。曲は非常に短期間の間に仕上がったが、自信を持てなかった彼はサン＝サーンスに助言を求めている。パデレフスキの回想によれば、多忙なサン＝サーンスは当初、持ち込まれた作品へのコメントを拒否しようとした。しかし、パデレフスキが演奏する傍らで注意深く楽譜を読んだサン＝サーンスは、曲の完成度の高さを称賛して不安げな作曲者を激励した。特に第2楽章には感じ入って、アンコールを求めたという。
初演は当時レシェティツキの妻だったアンナ・エシポワがソリストを務め、ハンス・リヒターの指揮で行われた。ヨーロッパを代表する著名な指揮者による演奏が実現したのは、恩師レシェティツキの影響力によるものと思われる。曲は瞬く間に成功を収め、自らが初演の独奏者となることを希望していたパデレフスキも、最終的にはこの結果に納得した。曲はレシェティツキに献呈されている。
パデレフスキはこの曲以外のピアノ協奏曲形式の作品として、1893年にピアノと管弦楽のための「ポーランド幻想曲」Op.19を作曲している。

## 演奏時間
約34-35分

## 楽器編成
ピアノ独奏、ピッコロ1、フルート2、オーボエまたはイングリッシュホルン2、クラリネット2、ファゴット2、ホルン4、トランペット2、トロンボーン3、ティンパニ、弦五部

## 楽曲構成
第1楽章 アレグロ イ短調 3/4拍子
オーケストラの決然とした斉奏で開始する。そのまま民謡調の第1主題を示すとピアノが入り、これを受け継ぐ。経過句を経てピアノが第2主題を静かに出す。大きく盛り上がった後に落ち着き、ピアノの独奏に導かれて展開部となる。管弦楽が第1主題に基づく展開を行い、ピアノは音階的な走句で装飾する。展開部から勢いを落とさずイ短調の再現部へ至り、カデンツァ、コーダを経て締めくくる。
第2楽章 ロマンツェ：アンダンテ ハ長調 2/4拍子
ホルンによるト音の信号で始まる。管弦楽の導入に続いてピアノが入り、抒情的な主題を奏する。中間部ではピアノが静かに一定の音型を繰り返す上で、独奏楽器も交えてオーケストラが落ち着いた音楽を奏でる。同郷の先人であるショパンを思わせる瞬間である。冒頭の主題がグランディオーソで堂々とピアノにより再現されて頂点を築いたのち、静かに楽章を終える。
第3楽章 アレグロ・モルト・ヴィヴァーチェ イ長調 2/4拍子
ポーランド舞曲風の楽章。8小節の民族音楽調の導入に続いてすぐさまピアノが登場する。次に金管楽器が奏する主題は英雄的である。舞曲風の主題とその展開を中心に進行し、イ長調で金管楽器が堂々と英雄的な主題を再現するとプレストのコーダに至り、賑やかに全曲の幕を閉じる。